# HMAS Queenborough (G70)
Pour les autres navires du même nom, voir HMS Queenborough.
Le HMAS Queenborough (G70/D270/F02/57) (à l'origine HMS Queenborough (G70/D19)) est un destroyer de classe Q en service dans la Royal Navy pendant la Seconde Guerre mondiale puis dans la Royal Australian Navy de 1945 à 1972.
Construit pendant Seconde Guerre mondiale dans le cadre du programme d'urgence de guerre des destroyers, le Queenborough, nommé d'après la ville du même nom, est mis sur cale le 6 novembre 1940 par la société Swan Hunter de Wallsend, en Angleterre. Il est lancé le 16 janvier 1942 et mis en service le 10 décembre 1942, sous le commandement du commander Eric Percival Hinton.

## Historique

### Royal Navy

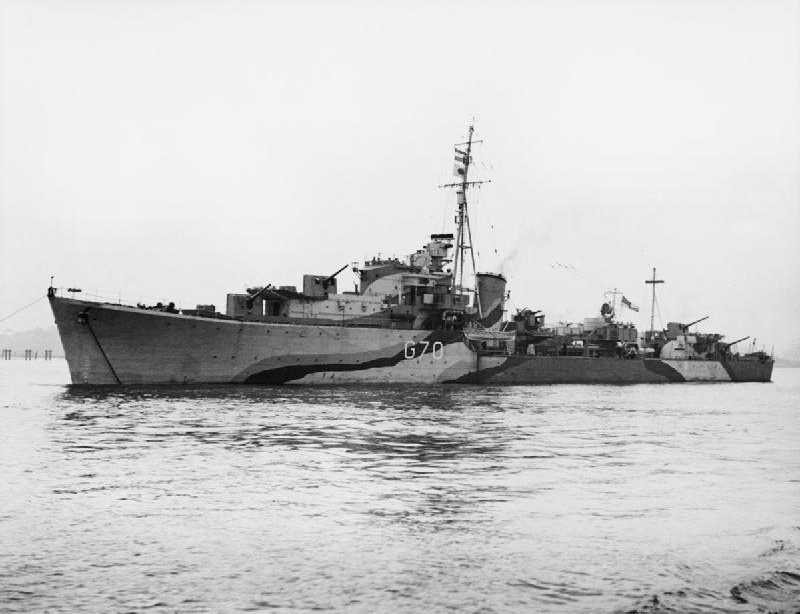
Le HMS Queenborough en 1942, peu de temps après sa mise en service.

Le Queenborough a servi dans tous les théâtres opérationnels de la guerre, en passant par l'Arctique où il escorte de nombreux convois avec la Home Fleet jusqu'au début de 1943, participant à la bataille de la mer de Barents en décembre 1942.
Il est brièvement déployé dans les eaux au large de l'Afrique du Sud avant de rejoindre la Force H et le théâtre Méditerranéen à la mi-1943. Le Queenborough a été impliqué dans de nombreux débarquements alliés de la campagne d'Italie, faisant partie de la force de couverture britannique pour l'invasion alliée de la Sicile le 10 juillet, étant impliqué dans les préparatifs des débarquements britanniques en Calabre du 31 août au 3 septembre, dont le bombardement préparatoire du site de débarquement les 31 août et 2 septembre. Une semaine plus tard, il a soutenu les débarquements des troupes américaines à Salerne, restant dans la zone jusqu'au 16 septembre.
En mars 1944, il rejoint l'océan Indien où il se joint à l'Eastern Fleet. À la fin du mois, il participe à l'opération Diplomat (en) et en avril à l'opération Cockpit, où il sert d'escorte pour les porte-avions HMS Illustrious et de l'USS Saratoga. Il rejoint ensuite la Task Force 66 pour l'opération Transom, avant de retourner à Trinquemalay le 27 mai. En octobre, il prend part à la campagne des Philippines en participant à une opération de diversion, baptisée Millet, qui comprend une série de bombardements et des raids aériens contre les installations japonaises de Malacca et de car Nicobar. Le Queenborough était joint au Groupe 1, composé du cuirassé HMS Renown et son escorte, qui bombardèrent car Nicobar les 17 et 18 octobre.
En novembre 1944, le Queenborough et la 4e flottille de destroyers sont assignés à la British Pacific Fleet. Dans le cadre de ce déploiement, son numéro de fanion est changé en D19 afin de faciliter les opérations en collaboration avec les navires de l'US Navy.
Du 23 mars au 29 mai 1945, le Queenborough fait partie du groupe d'escorte protégeant les porte-avions britanniques lorsque leurs avions attaquèrent des aérodromes japonais dans les îles Ryukyu.
Le destroyer a reçu cinq honneurs de bataille pour son service en temps de guerre: "Arctique 1942-43", "Sicile 1943", "Salerne 1943", "Méditerranée 1943", et "Okinawa 1945".

### Royal Australian Navy
En septembre 1945, le Queenborough est prêté à la Royal Australian Navy. Le 20 octobre 1945, alors basé à Sydney, il est renommé HMAS Queenborough et passe sous le commandement du commandant Arnold H. Green. Il sert dans les eaux australiennes jusqu'en janvier 1946, date à laquelle il entame les préparatifs de son transfert en réserve à Sydney. Son placement en réserve s'effectue le 20 mai 1946.

#### Conversion en frégate ASM
En mai 1950, le Queenborough rejoint le chantier naval de l'île Cockatoo afin d'être converti en frégate de lutte anti-sous-marine. En dépit des prédictions tablant sur une conversion durant 18 mois au maximum, le Queenborough ne fut remis en service qu'au 7 décembre 1954, en tant qu'unité de la 1re escadrille de frégates. Une fois achevé la conversion de ses trois navires-jumeaux, l’escadron comprenait les Quadrant, Queenborough, Quiberon et Quickmatch. Un autre navire jumeau, le Quality, également transféré de la Royal Navy, n’a pas été converti.
En février 1955, le Queenborough se rend au Royaume-Uni pour des exercices avec la Royal Navy, avant de retourner en Australie en décembre 1955. De septembre 1956 à juillet 1957, la frégate sert en Extrême-Orient. Elle effectua cinq autres déploiements dans la zone, dont un chaque année entre 1959 et 1963.
Le 10 juillet 1963, le Queenborough est placé en réserve au chantier naval de Williamstown. Le 28 juillet 1966, il est rappelé au service en tant que navire-école.
Le Queenborough est définitivement retiré du service le 7 avril 1972, après avoir parcouru quelque 443 236 milles avec la Royal Australian Navy. Le 8 avril 1975, le navire est vendu à la Willtopp (Asia) Ltd par l'intermédiaire des agents de la société, Banks Bros and Streets de Sydney. Le 2 mai 1975, la frégate est remorquée de Bradleys Head (en), dans le port de Sydney, à Balmain, par la société Jubilee Engineering Works, afin de se préparer pour un remorquage vers Hong Kong.
Le destroyer a reçu un honneur de bataille pour son service dans la marine australienne: "Malaisie 1957".